# Хоуп (Њу Џерзи)
Хоуп (енгл. Hope) насељено је место без административног статуса у америчкој савезној држави Њу Џерзи.

## Демографија
По попису из 2010. године број становника је 195.
| Група             | 2000.    | 2010.       |
| Белци             | 0 (0,0%) | 173 (88,7%) |
| Афроамериканци    | 0 (0,0%) | 2 (1,0%)    |
| Азијати           | 0 (0,0%) | 11 (5,6%)   |
| Хиспаноамериканци | 0 (0,0%) | 9 (4,6%)    |
| Укупно            | 0        | 195         |